# Die tollen Tanten schlagen zu
Die tollen Tanten schlagen zu ist eine deutsche Filmklamotte von Franz Josef Gottlieb aus dem Jahr 1971.

## Handlung
Rudi und sein Freund Andy trampen in Richtung Wörthersee, wo Andy im Hotel Eschenhof als Koch anfangen soll. Sie werden von der jungen Eva Wiedemann mitgenommen, die in eben jenem Hotel ihre Schwester Margit eine Woche lang ersetzen soll, die dort eigentlich als Direktrice anfangen wollte. Margit ist allerdings für eine Woche mit ihrem Freund unterwegs, den sie – unbemerkt von ihrer gestrengen Mutter – in dieser Zeit heiraten will. Eva wiederum muss eigentlich ins unweit des Hotels gelegene Mädcheninternat gehen, doch schickt sie Andy hin, der der Direktorin berichten soll, dass Eva an Masern erkrankt sei und sich daher für eine Woche im Hotel Eschenhof auskuriere. Die Direktorin ist jedoch ebenfalls unterwegs und wird in dieser Zeit durch Vizedirektor Theo Schatz vertreten. Der hält Andy für das Mädchen Eva und verfrachtet ihn in ein Zimmer mit zwei anderen jungen Frauen. Die bemerken schnell, dass Andy männlich ist, denken jedoch, er will sie reinlegen. Sie zwingen ihn nun erst recht, weiblich zu sein, so muss er die gesamte Wäsche der Internatsbewohnerinnen bügeln.
Rudi und Eva wundern sich, warum Andy nicht zurückkommt, haben jedoch bald andere Probleme: Eva muss sich in die Bürotätigkeiten von Margit einarbeiten, während Rudi für den Koch gehalten wird und nun verzweifelt versucht, sich die Grundlagen des Kochens beizubringen. Die Hotelleiterin Trude Moll ist von der Unfähigkeit der beiden Neulinge begeistert. Sie plant schon lange, das Hotel samt Grund und Boden an den amerikanischen Millionär Bruno Kargel zu verkaufen, der das Hotel abreißen und auf dem Boden nach Öl suchen lassen will. Aber Trudes Kompagnon Eddy Stubenrauch weigert sich strikt, das Hotel zu verkaufen. Trude will es nun in den Ruin treiben, um Eddy endlich umzustimmen.
Im Hotel steigt die Band „The Tears“ um Hans Müller ab, die Eva bereits auf dem Weg zum Hotel negativ aufgefallen ist. Hans erweist sich jedoch als Rettung in der Not: Er hat sich in Eva verliebt, ist gelernter Koch und erfährt zudem vom Komplott von Trude und Bruno. Beide warnen Eddy. Über verschiedene Umwege erfährt Rudi zudem, dass Andy im Mädchenpensionat eingesperrt wird. Als Eva ihm berichtet, dass ihre Mutter Irene, wegen einiger merkwürdiger Anrufe besorgt, auf dem Weg zum Internat ist, um nach dem Rechten zu sehen, kommt Rudi ihr zuvor. Er verkleidet sich als Frau und holt 'Tochter' Andy aus dem Internat ab. Gleichzeitig erscheint auch die richtige Irene Wiedemann und wird für einen Hochstapler gehalten. Sie begibt sich entsetzt zum Hotel Eschenhof. Dort kommen auch Margit und ihr Freund an, die inzwischen ein Ehepaar sind. Als Irene ihre beiden Töchter wohlbehalten vor sich sieht und von der Heirat erfährt, gibt sie sich geschlagen und es kommt zur großen Versöhnung. Auch Eva und Hans werden ein Paar. Trude hat unterdessen einen Schlägertrupp engagiert, der das Hotel Eschenhof kurz und klein schlagen soll. Mithilfe von stärkenden Malzpillen aus dem Schreibtisch der Internatsleiterin entwickeln Rudi und Andy Superkräfte und schlagen die Rowdys in die Flucht. Als die Wirkung der Pillen nachlässt, lauern die Schläger den beiden erneut auf und Rudi und Andy suchen das Weite, die Männer an ihren Fersen.

## Produktion
Die tollen Tanten schlagen zu wurde vom 16. Juni bis 15. Juli 1971 in Pörtschach am Wörther See und Umgebung gedreht. Der Film erlebte am 24. September 1971 seine Uraufführung.
Im Film sind verschiedene Lieder zu hören:
- Danyel Gérard: Butterfly
- Peter Orloff: Ein Mädchen für immer
- Wolfgang: Abraham (Das Lied vom Trödler)
- Manuela: Der schwarze Mann auf dem Dach

Produzent Karl Spiehs ist in einem kurzen Auftritt als Wachtmeister zu sehen. Ilja Richter sollte laut Drehbuch beim Sprechen des Satzes „Im Krieg und in der Liebe sind alle Mittel erlaubt.“ den Kot einer Kuh ins Gesicht bekommen. Als Pazifist äußerte Richter Vorbehalte gegen diesen Satz, fügte sich dann aber und drehte die Szene wie gewünscht: „Es war mir zwar versichert worden, daß die Kuhscheiße Spinat war, aber als das Zeug anflog, fühlte ich mich ziemlich gedemütigt.“
Der Film folgt den Filmen Wenn die tollen Tanten kommen aus dem Vorjahr 1970 und Tante Trude aus Buxtehude, der früher im Jahr 1971 gezeigt wurde, in denen Rudi Carrell und Ilja Richter bereits in Frauenkleidern zu sehen waren.

## Kritik
Für den film-dienst war Die tollen Tanten schlagen zu ein „tristes Lustspiel mit untalentierten Nachwuchskomikern, altbackenen Verwechslungsspielen und seichten Schlagern vor Alpenkulisse.“ Cinema nannte den Film „ein ermüdendes Lustspielchen mit der gesamten Klamotten-Riege der frühen Siebziger, inklusive Schlagerbeschallung. […] Fazit: Nonsens nach Noten, Null-Quoten mit Zoten“.
Die Zeitschrift Filmecho/Filmwoche konstatierte mit dem üblichen Wohlwollen, aber doch leicht reserviert, dass man natürlich „eine Reihe von Späßchen bereits irgendwo einmal gesehen“ habe, aber darauf komme es nicht an. „Hauptsache, die Menschen im Parkett sind zufrieden, freuen sich über einen amüsanten Abend und fühlen sich scheinbar gut unterhalten.“ Rudi Carrell, dieser „einfallsreiche Holländer“, nehme „sich und andere gern auf den Arm.“